# Abd-al-Àkram (nom)
Abd-al-Àkram és un nom masculí teòfor àrab islàmic (àrab: عبد الأكرم, ʿAbd al-Akram) que literalment significa ‘Servidor del Més Noble’ o ‘del Més Generós’, essent ‘el Més Noble’ o ‘el Més Generós' un atribut de Déu. Si bé Abd-al-Àkram és la transcripció normativa en català del nom en àrab clàssic, també se'l pot trobar transcrit Abdul Akram... normalment per influència de la pronunciació dialectal o seguint altres criteris de transliteració. Com a teòfor, també el duen molts musulmans no arabòfons que l'han adaptat a les característiques fòniques i gràfiques de la seva llengua.
Vegeu aquí personatges i llocs que duen aquest nom.